# Friedrich Tröltsch
Friedrich Tröltsch (* 12. Februar 1838 in Weißenburg in Bayern; † 6. Februar 1924 ebenda) war ein bayerischer Fabrikant, Feuerwehrkommandant und Politiker.

## Biografie
Friedrich Tröltsch stammte aus einer alten und bekannten Weißenburger Familie. Er war verwandt mit dem Juristen und Schriftsteller Karl Friedrich Tröltsch (1729–1804) und mit dem Reichstagsabgeordneten Wilhelm Troeltsch (1840–1925). Tröltsch war von 1859 bis 1861 für den Stimmkreis Wb.Eichstätt/Mfr Mitglied in der Bayerischen Kammer der Abgeordneten. Er gehörte damit zwei Landtagen an. Tröltsch gründete am 2. Januar 1867 mit acht weiteren Personen die Feuerwehr Weißenburg und war von 1875 bis 1898 dessen zweiter Kommandant. Im Jahr 1896 wurde er an die Spitze aller mittelfränkischen Feuerwehren gewählt. Tröltsch war evangelisch-lutherischen Glaubens. Er starb 85-jährig, sechs Tage vor seinem Geburtstag.

## Quelle
- Friedrich Tröltsch in der Parlamentsdatenbank des Hauses der Bayerischen Geschichte in der Bavariathek